# Isla Gigante del Norte
Isla Gigante del Norte es el nombre que recibe una isla en la provincia de Iloílo, región de Bisayas Occidentales, en Filipinas.
El barangay (o barrio) de Granada, del Municipio de Carles abarca esta isla.
Se encuentra a unos veinte kilómetros al este de Panay y cuatro kilómetros al norte de la isla Gigante del Sur.
El Gekko gigante es una especie endémica de las Bisayas, ya que se encuentra solo en las islas del Gigante del Norte y la Isla Gigante del Sur.